# KDStV Badenia (Straßburg) Frankfurt am Main
Die Straßburger Katholische Deutsche Studentenverbindung Badenia zu Frankfurt am Main (Straßburger KDStV Badenia zu Frankfurt am Main) ist eine nichtschlagende, katholische, deutsche Studentenverbindung, die 1882 in Straßburg gegründet wurde und 1918 nach der Niederlage Deutschlands im Ersten Weltkrieg und der damit verbundenen Abtretung Elsass-Lothringens an Frankreich nach Frankfurt übersiedelte. Sie gehört dem Cartellverband (CV) an.

## Geschichte

### Gründung 1882 in Straßburg
Am 1. Mai 1872 wurde die Kaiser-Wilhelm-Universität zu Straßburg neu ins Leben gerufen. Unter zahlreichen Korporationsangehörigen, sowie den Korporationsvorständen, die bei der Universitätseröffnung anwesend waren, befanden sich auch vier Vertreter des Cartellverbandes (CV). Der CV umfasste 1872 unter dem Vorort Austria Innsbruck die Verbindungen Aenania München, Winfridia Breslau, Guestfalia Tübingen, Markomannia Würzburg und Alsatia Münster. Bavaria Bonn, seit 1865 im CV, hatte sich im Sommersemester 1867 wegen innerer Schwierigkeiten suspendiert.
Von den damals sechs bestehenden CV-Verbindungen waren drei offiziell bei den Universitätsfeierlichkeiten vertreten:
- Austria Innsbruck
- Guestfalia Tübingen
- Alsatia Münster

Nach ersten gescheiterten Versuchen 1872 eine CV-Verbindung in Straßburg zu gründen, kam es schließlich am 25. Mai 1882 zur konstituierenden Gründungsversammlung und zum ersten Convent der Badenia. Am 8. Juni 1882 wurde die Badenia als studentische Verbindung durch den Rektor der Universität Straßburg zugelassen.
Am 3. August 1883 wurde Badenia auf der 19. Cartellversammlung in Freiburg im Breisgau dem CV zur Unterstützung empfohlen. Zunächst wurde der Antrag auf Aufnahme der Badenia in den CV abgelehnt. Ein zweiter Antrag auf Unterstützung wurde angenommen. Am 28. Februar 1884 wurde Badenia zunächst als freie Vereinigung in den CV aufgenommen, am 3. September 1885 erfolgte die Aufnahme als volles Mitglied.
Im Jahre 1905 übernahm Badenia erstmals den CV-Vorort. Im gleichen Jahr wurden die Tochterverbindung mit dem heutigen Namen KDStV Rappoltstein (Straßburg) Köln in Straßburg gegründet.
Badenia glaubte durch eine Teilung bzw. Gründung einer zweiten CV-Korporation die Chancen für den CV in Straßburg zu verbessern. Auf dem Abschlussconvent des WS 1904/05 wurde die Tochterverbindung proklamiert. Als Name wurde Rappoltstein gewählt, hergenommen von dem alten Rittergeschlecht der Rappoltsteiner. Ihre Farben wurden: himmelblau-rot-silber. Die Farben Rot-Silber sind dem Wappen der Herren von Rappoltstein entnommen. Die Farbe Hellblau bezieht sich auf das bayrische Adelshaus Wittelsbach (Verschmelzung zwischen dem Elsass und Altdeutschland). Als Wahlspruch wurde „Treu und Wahr!“ gewählt.
Auf der Cartellversammlung, die vom 17. bis zum 25. August 1904 in Regensburg stattfand, wurde Badenia zum Vorort 1905/06 gewählt.

### Zeit in Frankfurt 1919–1936
Der Friedensvertrag von Versailles besiegelte Deutschlands Niederlage und verfügte die Abtretung Elsass-Lothringens an Frankreich.
Die Universität Frankfurt wurde im Jahr 1914 gegründet. Somit stellte diese Universität noch eine junge Universität dar. Die KDStV Hasso-Nassovia Frankfurt am Main war bis 1918 die einzige CV-Verbindung in Frankfurt. Der Hauptgrund für den Wechsel nach Frankfurt lag aber darin, dass durch das Französischwerden der Stadt Straßburg die Universität für Deutsche nicht mehr erreichbar war und Frankfurt sowohl die Bibliothek als auch die studentischen Rechte und Pflichten der Universität Straßburg übernahm. Durch den Wechsel 1918 nach Frankfurt verfügte die Badenia über kein Verbindungshaus. So wurde das Haus Wertheim am Römer primäres Domizil der Bundesbrüder.
Am 16. November 1919 beschloss der Cumulativ-Convent (CC) eine Namensänderung zu Straßburger KDStV Badenia zu Frankfurt am Main.
Im Jahre 1933 erwarb man in der Frankfurter Schubertstraße ein Haus, an dem man allerdings nicht allzu lange Freude haben sollte. Als im selben Jahr die Nazis an die Macht kamen, waren diese bestrebt, sämtliche Verbindungen in den Nationalsozialistischen Deutschen Studentenbund zu integrieren. Trotz heftigster Gegenwehr des CV musste man 1938 kapitulieren: die Verbindungen wurden aufgelöst. So traf man sich im Untergrund bei Freunden und nahm den Namen „Freundeskreis ehemaliger Badenen“ als Deckmantel an. 

### Zeit in Frankfurt ab 1945
Am 28. September 1946 erfolgte die Wiederbegründung des Altherrenverbandes der Badenia. Im Februar 1947 wurde der erste Fux nach dem Ende des Zweiten Weltkrieges recipiert. Durch Enteignung des Hauses im Jahre 1936 (es ging an die Caritas) erhielt man nach dem Zweiten Weltkrieg eine Entschädigung. Diese reichte jedoch nicht aus, um sofort ein neues Haus kaufen zu können. Dadurch wurde der Börsenkeller erste Anlaufstelle der Bundesbrüder.
1962 wurde ein Haus im Frankfurter Marbachweg erworben, im gleichen Jahr übernahm Badenia den CV-Vorort.
Vom 17. bis 21. Juni 1982 wurde das 100. Stiftungsfest der Straßburger KDStV Badenia zu Frankfurt am Main begangen.

## Couleur
Badenia hat die Farben „grün-weiß-blau“ mit silberner Percussion. Dazu wird Stürmer oder auch eine steife Tellermütze getragen. Füchse erhalten zunächst ein Band mit blau auf weißem Grund mit silberner Percussion. Der Wahlspruch Badeniae lautet „Robore et valore!“ (lat. für „Durch äußere Kraft und innere Stärke“).

### Wappen
- rechtes, oberes Feld: griechisches Christusmonogramm (Chi-Rho) weist auf das Prinzip Religio hin.
- rechtes, unteres Feld: die Farben Silber-Rot-Silber sind die Farben der Stadt Straßburg
- linkes, unteres Feld: Die Rosette, die sich in der Wand des Straßburger Münsters
- linkes, oberes Feld: Die Farben Badeniae – grün-weiß-blau

### Zirkel
Der Zirkel enthält mehrere Buchstaben(-kombinationen):
- V – C – F : lat. „vivat“ (lebe), „crescat“ (wachse), „floreat“ (blühe)
- B : Badenia
- Die drei Kreise des „v“ weisen auf die ursprünglich drei Prinzipien „religio“, „amicitia“ und „scientia“ hin („patria“ kam erst später hinzu)

## Bekannte Mitglieder
Nach Geburtsjahr geordnet
- Clemens Baeumker (1853–1924), katholischer Philosoph und Philosophiehistoriker
- Valentin von Ballestrem (1860–1920), Montan-Industrieller und Politiker (Zentrum)
- Paul Maria Baumgarten (1860–1948), katholischer Priester, Historiker und Diplomatiker
- Irville Charles LeCompte (1872–1957), Romanist an der Yale University und University of Minnesota
- Georg Wunderle (1881–1950), Theologe und Philosoph, Ordinarius der Universität Würzburg
- Franz Baeumker (1884–1975), katholischer Geistlicher, Bibliothekar und Kirchenhistoriker
- Alfons Maria Jakob (1884–1931), deutscher Neurologe und Psychiater, Mitentdecker der Creutzfeldt-Jakob-Krankheit
- Franz Schwenzer (1885–1961), preußischer Landrat und Jurist
- Heinrich Brüning (1885–1970), Politiker (Zentrum), Reichskanzler von 1930 bis 1932
- Theodor Steinbüchel (1888–1949), katholischer Theologe und Rektor der Universität Tübingen
- Heinrich Scharp (1899–1977), Journalist und Historiker, Chefredakteur der Rhein-Mainische Volkszeitung
- Fritz Burgbacher (1900–1978), Staatswissenschaftler, Politiker (CDU), Mitglied des Bundestags (1957–1976), Mitglied des Europaparlaments (1958–1977)
- Wilhelm Westenberger (1903–1980), Politiker (CDU), Justizminister in Rheinland-Pfalz von 1959 bis 1963
- Erwin Müller (1906–1968), Politiker (CDU) Minister für Justiz (1951–1952, 1954–1955) und Finanzen (1952–1954) des Saarlandes
- Heinrich Bacht (1910–1986), Priester, Jesuit, Prof. für Fundamentaltheologie in Frankfurt (Ehrenmitglied seit 1954)
- Peter Acht (1911–2010), Diplomatiker und Historiker
- Josef Neckermann (1912–1992), Unternehmer (Neckermann Versand) und Dressurreiter (Ehrenmitglied seit 1962)
- August Wilhelm von Eiff (1921–1998), Direktor der medizinischen Universitätsklinik Bonn (1973–1987)
- Karl Becker (1923–2002), Arzt und Politiker (CDU), Bundestagsabgeordneter
- Josef Zilch (1928–2024), Dirigent und Komponist, Hochschulprofessor
- Helmut Kuhn (1931–2025), Handelslehrer, Politiker (CDU), Oberbürgermeister von Hanau a. D.
- Götz Harnischfeger (1939–2016), Pharmazeut, Chemiker und Botaniker
- Kurt W. Liedtke (* 1943), deutscher Jurist
- Peter Jentzmik (* 1943), katholischer Theologe und Religionsphilosoph
- Winfried März (* 1958), Mediziner und Epidemiologe

Mitgliederverzeichnis
- Gesamtverzeichnis des C.V. / Die Ehrenmitglieder, Alten Herren und Studierenden des Cartellverbandes (C.V.) der kath. deutschen Studentenverbindungen. Diverse Jahrgänge ab 1901.